# لوننینگ
شهر لوننینگ (به آلمانی: Löningen) در ایالت نیدرزاکسن در کشور آلمان واقع شده‌است.